# Bosnien och Hercegovina i olympiska vinterspelen 1994
Bosnien och Hercegovina deltog med tio deltagare vid de olympiska vinterspelen 1994 i Lillehammer. Ingen av landets deltagare erövrade någon medalj.

## Alpin skidåkning
- Arijana Boras
- Enis Bećirbegović

## Bob
- Nizar Zaciragić
- Zdravko Stojnić
- Zoran Sokolović
- Izet Haračić
- Igor Boras

## Längdskidåkning
- Bekim Babić

## Rodel
- Verona Marjanović
- Nedžad Lomigora